# Clara McGregor
Clara Mathilde McGregor (* 4. Februar 1996 in England) ist eine britische Schauspielerin.

## Leben und Karriere
McGregor wurde in England als Tochter von Ewan McGregor und seiner damaligen Frau Eve Mavrakis geboren. Sie ist das älteste von McGregors fünf Kindern. Sie wuchs bis zu ihrem zwölften Lebensjahr in London. Bevor sie zur Schauspielerei wechselte, studierte sie zunächst Fotografie an der Tisch School of the Arts.
Ihr Schauspieldebüt gab sie 2018 in dem Film Christopher Robin. Anschließend war sie 2021 in Reefa zu sehen. Im selben Jahr trat sie in The Birthday Cake auf. Neben ihrer Schauspielkarriere arbeitete sie auch als Model und modelte für Playboy, Ferragamo und Bluebella. Unter anderem spielte sie 2022 in American Horror Story: NYC mit. 2023 bekam McGregor in dem Film You Sing Loud, I Sing Louder / Bleeding Love die Hauptrolle.

## Privates
McGregor lebt mit ihrer Familie in Los Angeles. Neben ihrer Muttersprache Englisch spricht sie noch Französisch. Seit 2017 ist sie mit dem Regisseur Jimmy Giannopoulos liiert. 2019 outete sie sich als bisexuell. Im Juni 2021 war McGregor in der Notaufnahme, nachdem sie vor der Premiere von The Birthday Cake von einem Hund ins Gesicht gebissen worden war.

## Filmografie
Filme
- 2018: Christopher Robin
- 2021: Reefa
- 2021: The Birthday Cake
- 2023: Bleeding Love / You Sing Loud, I Sing Louder

Serien
- 2022: American Horror Story: NYC